# Air Serbia
A Air Serbia é uma companhia aérea com sede em Belgrado capital da Sérvia, foi fundada em 1927 com o nome de Aeroput, em 1943 mudou o nome para Jat Airways, era a principal companhia aérea da Iugoslávia, o nome atual foi adotado em 2013, a Air Serbia é a maior companhia aérea do país.

## Frota

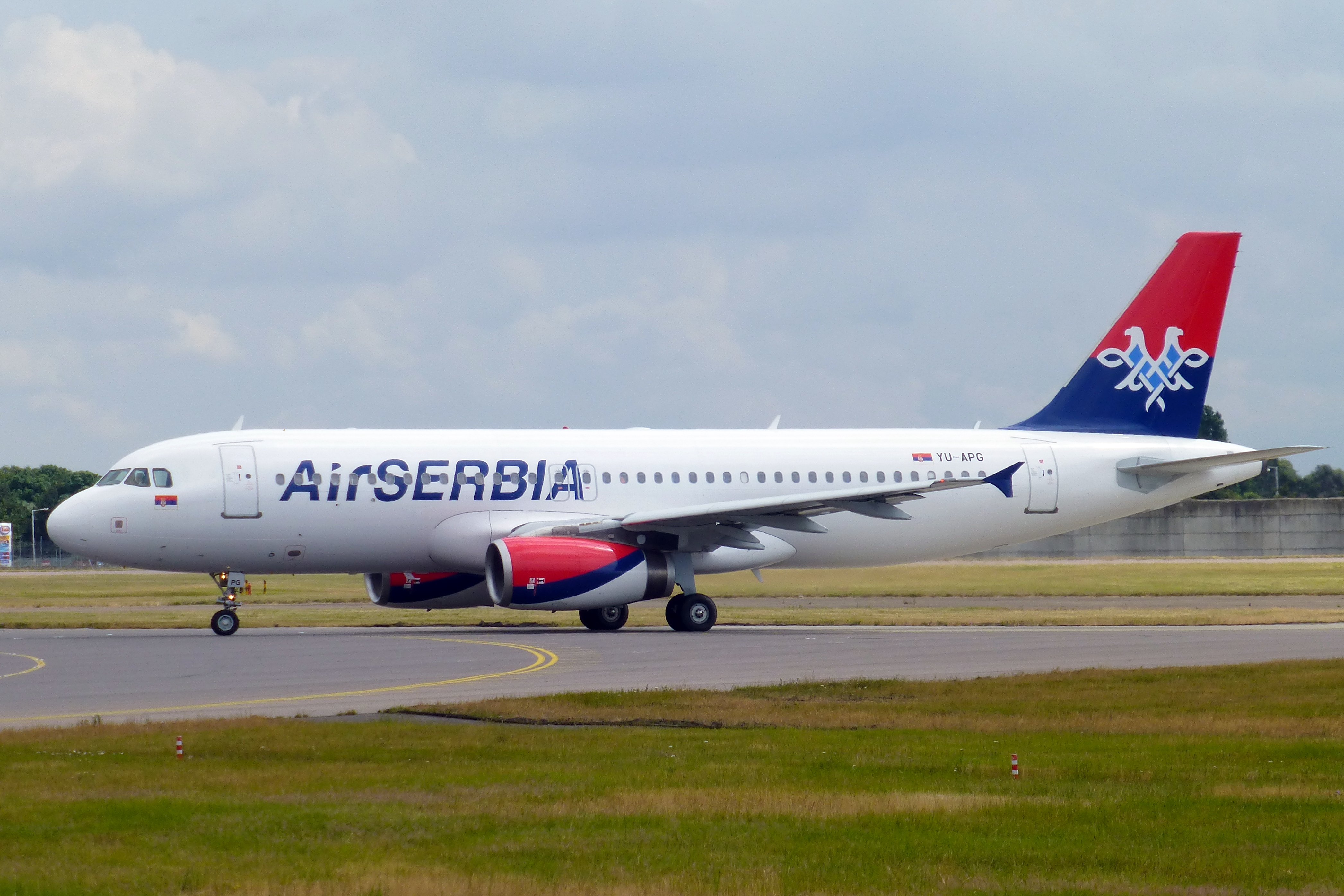
Airbus A320 da Air Serbia.

Em agosto de 2017:
- Airbus A319-100: 8
- Airbus A320-200: 2
- Airbus A330-200: 1
- ATR 72-200: 3
- ATR 72-500: 3
- Boeing 737-300: 4